# Tres de Febrero
Tres de Febrero − miasto we wschodniej Argentynie, w prowincji Buenos Aires, w zespole miejskim Buenos Aires.
Liczba mieszkańców w 2003 roku wynosiła ok. 353 tys.
Tres de Febrero jest podzielony na 15  dystrykt:
| Caseros              | 90.313 | 95.785 | 11,2 km² | 8.552,23 os./km²  |
| Churruca             | 5.784  | 4.099  | 0,4 km²  | 10.247,50 os./km² |
| Ciudad Jardín        | 17.605 | 16.317 | 2,4 km²  | 6.798,75 os./km²  |
| Ciudadela            | 73.155 | 73.031 | 6,8 km²  | 10.739,85 os./km² |
| El Libertador        | 15.108 | 15.027 | 1,3 km²  | 11.559,23 os./km² |
| José Ingenieros      | 7.223  | 8.208  | 1,1 km²  | 7.461,81 os./km²  |
| Loma Hermosa         | 17.960 | 18.479 | 3,0 km²  | 6.159,67 os./km²  |
| Martín Coronado      | 19.121 | 17.090 | 2,3 km²  | 7.430,43 os./km²  |
| Once de Septiembre   | 4.355  | 6.366  | 0,6 km²  | 10.610,00 os./km² |
| Pablo Podestá        | 12.852 | 12.762 | 1,4 km²  | 9.115,71 os./km²  |
| Remedios de Escalada | 11.860 | 13.753 | 0,9 km²  | 15.281,11 os./km² |
| Sáenz Peña           | 11.542 | 12.258 | 1,2 km²  | 10.215,00 os./km² |
| Santos Lugares       | 17.023 | 16.526 | 3,2 km²  | 5.164,37 os./km²  |
| Villa Bosch          | 24.702 | 23.323 | 2,6 km²  | 8.970,38 os./km²  |
| Villa Raffo          | 7.864  | 7.046  | 0,9 km²  | 7.828,89 os./km²  |